# Lajos Szentgali
Lajos Szentgali (* 7. června 1932, Budapešť – 2. listopadu 2005 tamtéž) byl maďarský atlet, běžec, který se věnoval středním tratím, mistr Evropy v běhu na 800 metrů z roku 1954.
Celkem šestkrát se stal mistrem Maďarska v běhu na 800 metrů. Jeho největším úspěchem byl titul mistry Evropy na této trati z roku 1954. Ve finále si vytvořil osobní rekord časem 1:47,1. Zúčastnil se dvou olympiád (v roce 1952 a 1956 bez medailového umístění).